# پنی‌وایز (گروه موسیقی)
پنی‌وایز (به انگلیسی: Pennywise) یک گروه پانک راک آمریکایی از ساحل هرموسا، کالیفرنیا است که در سال ۱۹۸۸ تشکیل شد. این گروه نام خود را از آنتاگونیست رمان ترسناک استیون کینگ به نام آن گرفته است که به پنی‌وایز دلقک رقصنده معروف است.
پنی‌وایز بین اولین آلبوم خود پنی‌وایز در سال ۱۹۹۱ و فیوز در سال ۲۰۰۵، هر دو سال یک بار یک آلبوم در Epitaph Records یک ناشر موسیقی متعلق به نوازندهٔ گیتار گروه بد ریلیجین، برت گورویتز، منتشر کرد. تا به امروز، گروه دوازده آلبوم استودیویی کامل، یک آلبوم زنده، دو آلبوم چندآهنگه و یک دی‌وی‌دی منتشر کرده است. اگرچه دو آلبوم اول استودیویی آنها مورد تحسین منتقدان قرار گرفت، اما پنی‌وایز تا سال ۱۹۹۵ موفق نشد که سومین آلبوم استودیویی خود را با نام دربارهٔ زمان منتشر کند، که در بیلبورد ۲۰۰ به رتبهٔ نود و ششم و در جدول‌های ای‌آرآی‌ای استرالیا رتبهٔ پنجاه و پنجم را به خود اختصاص داد. موفقیت جریان اصلی گروه با علاقهٔ فزاینده به پانک راک در طول دههٔ ۱۹۹۰، همراه با گروه‌های دیگر کالیفرنیایی مانند نوئف‌اکس، رانسید، بلینک-۱۸۲، بد ریلیجین، گرین دی، آف‌اسپرینگ، Lagwagon و سابلایم همزمان شد. تا سال ۲۰۰۷، گروه به‌طور مستقل بیش از سه میلیون آلبوم در سراسر جهان فروخت.
ترکیب کنونی پنی‌وایز شامل جیم لیندبرگ (خواننده)، فلچر درگ (گیتار)، رندی بردبری (بیس) و بایرون مک مکین (درام) است. آن‌ها ترکیب اصلی خود را تا زمانی که جیسون تیرسک، نوازندهٔ بیس در سال ۱۹۹۶ بر اثر اصابت یک گلوله که به خود شلیک کرد درگذشت، حفظ کردند و پس از آن بردبری به‌عنوان جایگزین او به گروه پیوست. در اوت ۲۰۰۹، لیندبرگ تصمیم گرفت گروه را ترک کند. او در فوریه ۲۰۱۰ توسط خوانندهٔ گروه Ignite، زولی تگلاس جایگزین شد. با تگلاس، گروه دهمین آلبوم استودیویی خود را با نام همه یا هیچ، ضبط کرد که در ۱ مه ۲۰۱۲ منتشر شد. لیندبرگ در اواخر همان سال پس از اینکه تگلاس به دلیل مصدومیت کمر از میدان‌ها دور شد، دوباره به گروه ملحق شد.

## سبک موسیقی و شعر
پنی‌وایز به عنوان پانک راک، اسکیت پانک، هاردکور پانک، و ملودیک هاردکور توصیف شده است.
ترانه‌ها و اشعار پنی‌وایز روی موضوعاتی مانند نگرش ذهنی مثبت و همچنین رویدادهای سیاسی و اجتماعی که گروه آن‌ها را اشتباه یا ناخوشایند می‌داند، تمرکز دارد.

## اعضا

### اعضای کنونی
- فلچر درگ – گیتار، همخوان (۱۹۸۸ – تا کنون)
- بایرون مک‌مکین – درام، همخوان (۱۹۸۸ – تا کنون)
- جیم لیندبرگ – خوانندهٔ اصلی (۲۰۰۹ – ۱۹۸۸، ۲۰۱۲ – تا کنون)
- رندی بردبری – بیس، همخوان (۱۹۹۶ – تا کنون)

### اعضای پیشین
- جیسون تیرسک – بیس، همخوان (۱۹۹۶ – ۱۹۸۸؛ تا زمان درگذشت او)
- زولی تگلاس – خوانندهٔ اصلی (۲۰۱۲ – ۲۰۱۰)

## ترانه‌شناسی
- پنی‌وایز (۱۹۹۱) Pennywise
- جاده ناشناخته (۱۹۹۳) Unknown Road
- دربارهٔ زمان (۱۹۹۵) About Time
- دایره کامل (۱۹۹۷) Full Circle
- مستقیم به جلو (۱۹۹۹) Straight Ahead
- سرزمین آزادان؟ (۲۰۰۱) Land of the Free?‎
- از خاکستر (۲۰۰۳) From the Ashes
- فیوز (۲۰۰۵) The Fuse
- دلیل برای باور (۲۰۰۸) Reason to Believe
- همه یا هیچ (۲۰۱۲) All or Nothing
- دیروزها (۲۰۱۴) Yesterdays
- هرگز نمی‌میرم (۲۰۱۸) Never Gonna Die